# Colpothrinax
Colpothrinax es un género con 3 especies de plantas con flores perteneciente a la familia  de las palmeras (Arecaceae).  

## Distribución y hábitat
Son palmeras nativas de América Central y el Caribe. C. aphanopetala se encuentra en el sur de América Central (sureste de Nicaragua a Panamá), mientras que C. cookii  se encuentra en el norte de América Central (desde Belice a Honduras).  La tercera especie, C. wrightii , es endémica en el suroeste de Cuba incluyendo la Isla de la Juventud.

## Taxonomía
El género fue descrito por  Griseb. & H.Wendl. y publicado en Botanische Zeitung (Berlin) 37(10): 148. 1879. La especie tipo es: Colpothrinax wrightii Griseb. & H.Wendl.
Etimología
Colpothrinax: nombre genérico que combina kolpos = "hinchazón", con en nombre del género Thrinax, en referencia al tronco hinchado de Colpothrinax wrightii.

## Especies
- Colpothrinax aphanopetala R.Evans
- Colpothrinax cooki
- Colpothrinax wrightii Griseb. & H.Wendl.